# مايكل رييس
مايكل رييس هو لاعب كرة قدم كوبي في مركز الهجوم، ولد في 4 مارس 1993 في Viñales ‏ في كوبا. شارك مع منتخب كوبا لكرة القدم. أما مع النوادي، فقد لعب مع كروز آزول.

## وصلات خارجية
- مايكل رييس على موقع قاعدة بيانات كرة القدم.إي يو (الإنجليزية)
- مايكل رييس على موقع قاعدة بيانات كرة القدم.إي يو (الإنجليزية)
- مايكل رييس على موقع ناشيونال فوتبول تيمز (الإنجليزية)
- مايكل رييس على موقع Soccerway.com (الإنجليزية)